# Ахтамов, Фахриддин
Фахриддин Ахтамов (тадж. Фахриддин Ахтамов; род. 26 ноября 2004, Таджикистан) — таджикистанский футболист, защитник казахстанского клуба «Атырау» и сборной Таджикистана, выступающий на правах аренды за клуб «Худжанд».

## Клубная карьера
Футбольную карьеру начал в составе клуба «Динамо» Душанбе.
6 января 2023 года подписал контракт с клубом «Худжанд». 3 апреля 2023 года в матче против клуба «Истиклол» Душанбе дебютировал в чемпионате Таджикистана.
1 февраля 2024 года стал игроком казахстанского клуба «Атырау».
8 февраля 2024 года на правах годичного арендного соглашения вернулся в «Худжанд».

## Карьера в сборной
8 сентября 2024 года дебютировал за сборную Таджикистана в матче против сборной Филиппин.

## Статистика
| Игровая карьера | Игровая карьера | Игровая карьера | Лига | Лига | Кубок | Кубок | Межд. | Межд. | Др. | Др. |
| --------------- | --------------- | --------------- | ---- | ---- | ----- | ----- | ----- | ----- | --- | --- |
| 2023            | Худжанд         | А               | 16   | 0    | —     | —     | 1     | 0     | —   | —   |
| 2024            | Худжанд         | А               | 17   | 2    | —     | —     | —     | —     | —   | —   |
| 2025            | Атырау          | А               | —    | —    | —     | —     | —     | —     | —   | —   |